# Остап Вишня (монета)
«Оста́п Ви́шня» — ювілейна монета номіналом 2 гривні, випущена Національним банком України. Присвячена 125-річчю від дня народження Остапа Вишні (Павла Михайловича Губенка) — видатного українського письменника, майстра гумористичних оповідань, фейлетонів, шаржів.
Монету було введено в обіг 29 жовтня 2014 року. Вона належить до серії «Видатні особистості України».

## Опис та характеристики монети
| Номінал грн. | Метал      | Маса, грам | Діаметр, мм. | Якість виготовлення       | Гурт     | Тираж, штук |
| ------------ | ---------- | ---------- | ------------ | ------------------------- | -------- | ----------- |
| 2            | нейзильбер | 12,8       | 31           | спеціальний анциркулейтед | рифлений | 20 000      |

### Аверс
На аверсі монети розміщено: угорі малий Державний Герб України та напис півколом «НАЦІОНАЛЬНИЙ БАНК УКРАЇНИ»; у центрі — композицію, що символізує улюблену народом збірку «Вишневі усмішки»: рушниця, що заряджається двома вишеньками, та наповнений ними капелюх, логотип Монетного двору Національного банку України (ліворуч), рік карбування монети — «2014» (праворуч) та номінал — «ДВІ ГРИВНІ» (унизу).

### Реверс
На реверсі монети розміщено: портрет Остапа Вишні, навколо якого зображено героїв його творів, угорі півколом — напис «ОСТАП ВИШНЯ» (праворуч), роки його життя — «1889/1956» (ліворуч).

## Автори

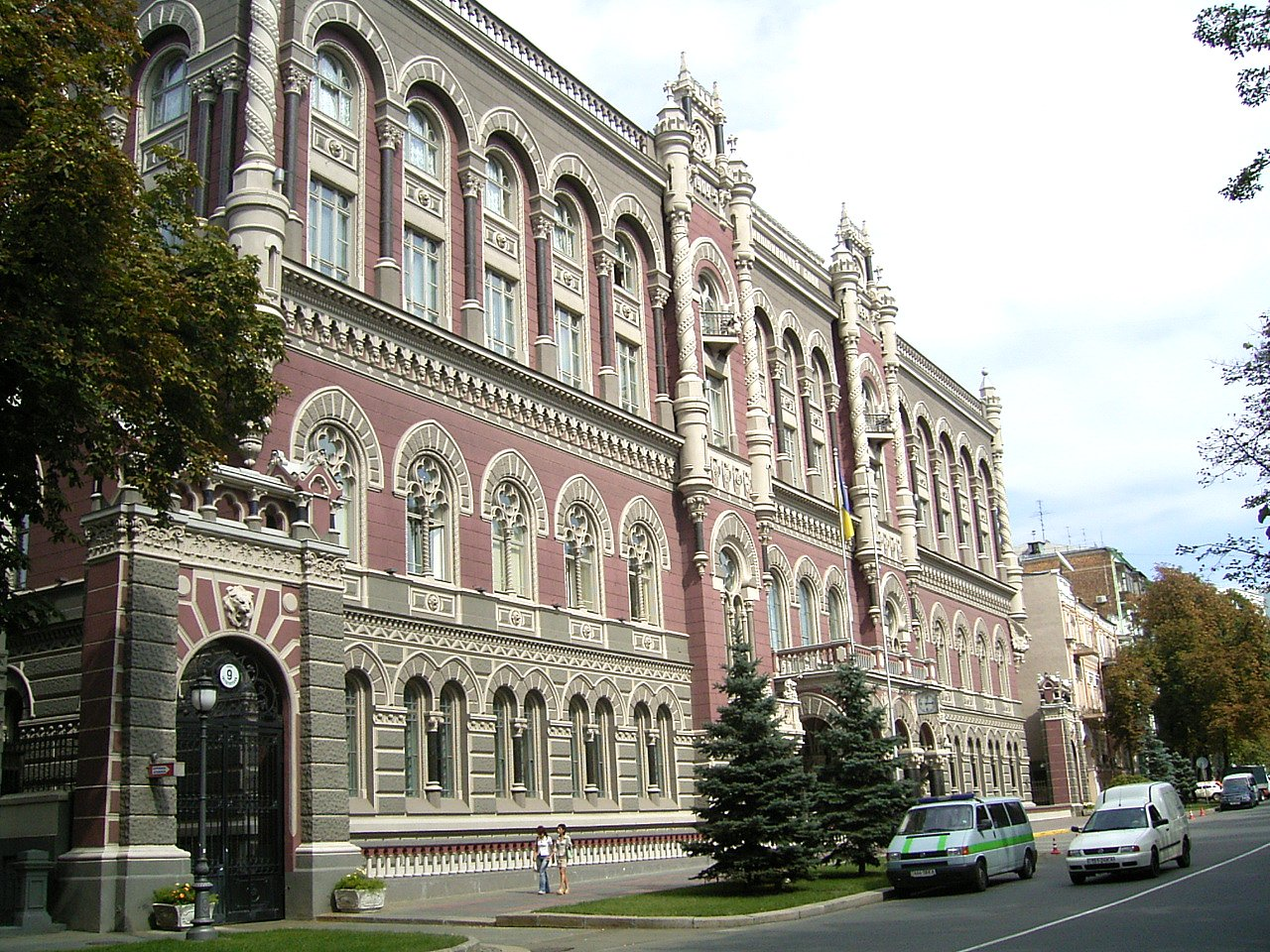
Будівля Національного банку України

- Художник — Кочубей Микола.
- Скульптор — Дем'яненко Володимир.

## Вартість монети
Під час введення монети в обіг 2014 року, Національний банк України реалізовував монету через свої філії за ціною 20 гривень.
Фактична приблизна вартість монети, з роками змінювалася так:
| Рік        | 2015 | 2016 | 2017 | 2018 | 2019 | 2020 | 2021 | 2022 | 2023 | 2024 | 2025 |
| ---------- | ---- | ---- | ---- | ---- | ---- | ---- | ---- | ---- | ---- | ---- | ---- |
| Ціна, грн. | 45   | 50   | 190  | 180  | 170  | 165  | 170  | 170  | 200  | 370  | 380  |